# Агалега
Агале́га (фр. Agaléga) — острова в западной части Индийского океана (о. Северный и о. Южный); расположены в 800 км к северо-востоку от Мадагаскара и в 1100 км к северу от острова Маврикий. Администрируются как Внешние острова Маврикия.

## География
Общая площадь — 24 км² (из них 14,3 км² — Северный остров и 9,7 км² — Южный остров). Имеются данные о площади в 70 км², однако беря во внимания спутниковые снимки островов, они кажутся весьма завышенными. Северный остров составляет 12,5 км в длину и 1,5 км в ширину, а Южный остров — 7 км в длину и 4,5 км в ширину.
Климат островов — жаркий и влажный, со среднегодовой температурой 26 °C, изменяющейся от 22,5 °C до 30,6 °C. Самый жаркий месяц года — апрель.
Растительность представлена мангровыми зарослями и кокосовыми пальмами. На острове водится эндемичный подвид ящерицы рода фельзум Phelsuma borbonica — Phelsuma borbonica agalegae.

## Население
Население островов по данным на 2010 год составляет 289 человек.
На Северном острове располагается административный центр территории — деревня Вин-Синк, а также деревня Ла-Фурш. На Южном острове расположена деревня Санте-Рита.

## Экономика
Экономика островов базируется на выращивании кокосовой пальмы и производстве кокосового масла и копры.
Населённые пункты островов соединены между собой песчаными и коралловыми дорогами. Связь с Маврикием осуществляется по морю и по воздуху. На Северном острове имеется взлётно-посадочная полоса, которая способна принимать малые самолёты. На островах отсутствует какой-либо порт, имеется только пирс на северной оконечности Северного острова.
На острове в течение некоторого времени не имела хождения наличная валюта, все платежи производились через маврикийские правительственные чеки, которые выдавались работающим островитянам.
На северном острове располагаются школа, полицейский участок, метеорологическая станция и медицинский пункт. В качестве питьевой используется дождевая вода, собираемая по желобкам. Для других целей используется вода из скважины. Электроэнергия обеспечивается дизельными генераторами и поставляется только в определённые часы.